# Hypochlorite de méthyle
L’hypochlorite de méthyle est un composé chimique de formule brute ClOCH3. Instable et très toxique, il est formé par réaction de l'acide hypochloreux HClO avec le méthanol CH3OH :
HClO + CH3OH → ClOCH3 + H2O.
Il tend à se décomposer spontanément de façon explosive en raison de la présence, sur la même molécule,  d'un groupe hypochlorite –OCl oxydant et d'un groupe méthyle –CH3 réducteur.